# Елеваторний провулок (Мелітополь)
Елеваторний провулок — провулок у Мелітополі. Починається від вулиці Гетьмана Сагайдачного, закінчується на вулиці Ломоносова. Складається переважно з приватного сектора. Покриття асфальтове.

## Історія та назва
Провулок вперше згадується 1926 року в описі земельних володінь як рос. Кладбищенский. До 1939 року входив до складу села Кизияр, поки село не було приєднане до Мелітополя. 1959 року було вирішено, що назва провулка є застарілою, несучасною, і міськвиконком вирішив перейменувати його на Елеваторний через близьке розташування до мелітопольського елеватора, який знаходився на вулиці Фрунзе (нині Гетьмана Сагайдачного). Однак нова назва прижилася не відразу, і 12 січня 1962 довелося прийняти повторне рішення про перейменування.

## Об'єкти
- ПП «Дельфін» (виробництво морозива)

## Галерея
|                            |                        |              |                                                      |
| вид з боку вул. Ломоносова | вид на вул. Ломоносова | ПП «Дельфін» | виїзд на вул. Гетьмана Сагайдачного, вид на елеватор |